# نویکیرشن (ارتسگبیرگسکرایس)
نویکیرشن (به آلمانی: Neukirchen/Erzgeb.) یک شهر در آلمان است که در ارتسگبیرگسکرایس واقع شده‌است. نویکیرشن ۷٬۲۹۵ نفر جمعیت دارد.